# Jasminum odoratissimum
Jasminum odoratissimum é uma espécie de plantas com flor da da família Oleaceae, conhecida pelo nome comum de jasmineiro-amarelo, endémica da ilha da Madeira.

## Descrição
Apresenta-se como um arbusto perene com até 1,5 metros de altura de folhagem persistente apresentado-se estas de forma alterna, geralmente trifoliadas. As flores apresentam-se amarelas, com até 1,5 centímetros de diâmetro, reunidas em inflorescências terminais.
Trata-se de uma espécie endémica da ilha da Madeira e das ilhas Canárias, que surge no zambujal ou em comunidades de substituição da floresta da Laurissilva do Barbusano.
Esta planta surge também nas ilhas Desertas.
A floração Jasminum odoratissimum dá-se durante quase todo o ano.